# Кишка, Николай Станиславович
Николай Станиславович Кишка (1588 — 23 марта 1644) — государственный и военный деятель Великого княжества Литовского и Речи Посполитой из рода Кишек, воевода мстиславский, дерптский, каштелян трокский, подскарбий великий литовский, один из самых богатых и влиятельных литовских магнатов своего времени.

## Биография
Происходит из старинного литовского магнатского рода Кишек, который ведёт своё происхождение из Подляшья. Отец — Станислав III Кишка, мать — Ельжбета Сапега. Братья — Станислав IV Кишка, Кшиштоф Кишка, Януш Кишка. Был женат на Барбаре Радзивилл, дочери Альбрехта Радзивилла и внучке Николая Радзивилла Чёрного.
Был придворным великокняжеского двора. Участвовал во взятии литовскими войсками Смоленска в 1611 году. В 1615—1617 годах — староста Вилькомирский. В 1617—1626 годах — воевода Дерптский, в 1626—1636 годах — мстиславльский, с 1636 года — каштелян Трокский; староста Могилёвский, Волковысский, Геранёнский, Липницкий. С 1640 года — подскарбий литовский.
Являясь родственником двух богатейших литовских династий (Радзивиллов и Сапег), приобрёл огромное влияние в Литве. В 1631 году построил монастырь бернардинцев в Ивье.